# Schmidt-Gletscher (Heard)
Der Schmidt-Gletscher ist ein 1,1 km langer Gletscher im Westen der Insel Heard im südlichen Indischen Ozean. Er fließt westlich des Baudissin-Gletschers zwischen Mount Drygalski und dem Gebirgskamm North West Cornice.
Teilnehmer der deutschen Gauß-Expedition (1901–1903) unter der Leitung Erich von Drygalskis nahmen 1902 eine grobe Kartierung vor. Drygalski benannte ihn nach dem Ministerialbeamten Dr. J. Schmidt, der bei der Bitte um Unterstützung für die Expedition durch die Regierung behilflich war.